# Gamping (Campur Darat)
Gamping is een bestuurslaag in het regentschap Tulungagung van de provincie Oost-Java, Indonesië. Gamping telt 4255 inwoners (volkstelling 2010).